# Hodonín

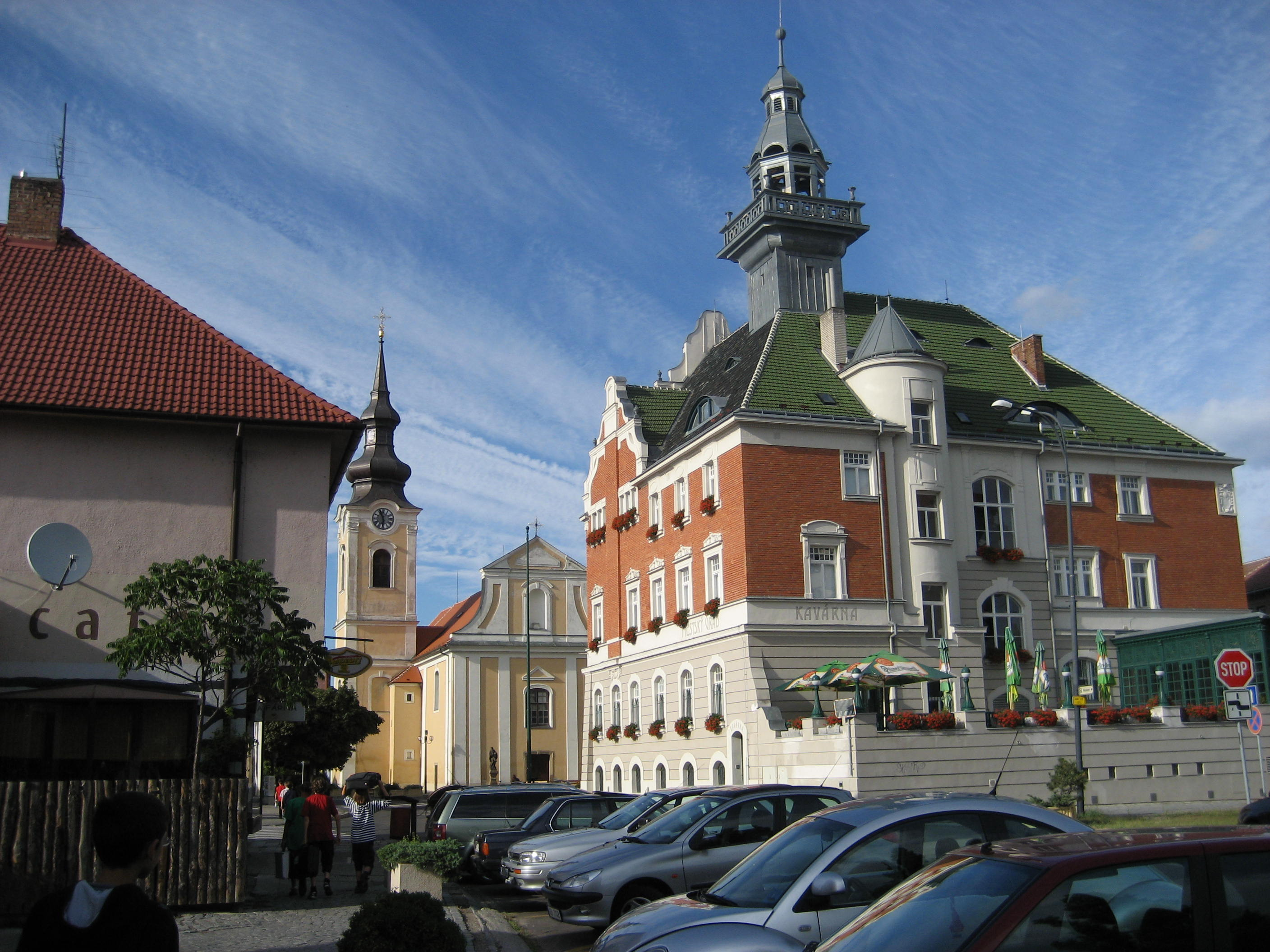
Stadtzentrum von Hodonín

Hodonín (deutsch Göding) ist eine Stadt in Südmähren mit 23.805 Einwohnern (Stand 1. Januar 2023). Sie liegt ca. 50 Kilometer südöstlich von Brünn an der March, die hier die Grenze zur Slowakei bildet. Die Eisenbahn verbindet die Stadt nach Südwesten über Břeclav (Lundenburg) mit Wien und nach Nordosten über Otrokovice (Otrokowitz) mit Ostrava (Ostrau). Zur sechs Kilometer südlich gelegenen slowakischen Nachbarstadt Holíč (Holitsch) besteht ein Grenzübergang.

## Geschichte
Hodonín lag um Christi Geburt an der Grenze zur römischen Provinz Carnuntum am Limes Pannonicus und der Bernsteinstraße. Die Ansiedlung entstand im Zentrum des Großmährischen Reiches an einer slawischen Burg (evtl. eine Vorburg) aus dem 10. Jahrhundert, zu der nichts mehr bekannt ist. 1169 ist der Ort zum ersten Mal schriftlich belegt, 1228 erhielt Hodonín die Privilegien einer böhmischen Königsstadt. Im 16. Jahrhundert gehörte die Stadt und die umliegende Grundherrschaft den Herren von Lipá und war in jener Zeit weitgehend evangelisch-lutherischen Glaubens und wurde dann nach der Schlacht am Weißen Berg während der Rekatholisierung wieder römisch-katholisch. Ab dem Ende des 18. Jahrhunderts begann die Industrialisierung mit maschineller Verarbeitung von Tabak, Lebensmitteln und Textilien. 1805 nach der nahen Schlacht bei Austerlitz und dem Ende der Erbuntertänigkeit eines großen Teiles der Bevölkerung nach 1848 mehrte sich der Wohlstand der Stadt.
Mitte des 19. Jahrhunderts erwirbt Adolf Ignaz Mautner von Markhof die herrschaftliche Brauerei und lässt sie in eine Malzfabrik umwandeln, die seinem Brauhaus Sankt Marx in Wien zulieferte. Mautner-Markhof zeigt sich als sozialer Arbeitgeber und kümmert sich um die Belange der Einwohner Gödings, so dass ihm 1879 das Ehrenbürgerrecht verliehen wird. Auch sein Sohn und Nachfolger Carl Ferdinand und dessen Sohn Viktor erhalten das Ehrenbürgerrecht. Mindestens bis 1911 befindet sich die Mälzerei im Besitz der Familie Mautner-Markhof. Sie wird 1937 von der Stadt erworben und zu Gunsten eines Hotelprojektes abgerissen.
Ende des 19. und Beginn des 20. Jahrhunderts war die Industriellen-Familie Redlich mit einigen Mitgliedern entscheidend in der Förderung der Stadt Göding in wirtschaftlicher und politischer Hinsicht. Friedrich Redlich (1868–1921), der Bruder des letzten Finanzministers der Monarchie Österreich-Ungarn Josef Redlich, war 1913 bis 1918 Bürgermeister in Göding, gründete große Ziegelwerke in der Stadt, eine bedeutende Aktiengesellschaft der Zuckerindustrie in Mähren und förderte den Zuckerrübenanbau in der Slowakei. Ihr gemeinsamer Vetter, der Bauunternehmer Karl Redlich (1860–1918), förderte den Ausbau der Stadt und deren Umgebung durch das Bauunternehmen Brüder Redlich und Berger in Wien.
Die Stadt hatte seit dem Hochmittelalter einen großen deutschen Bevölkerungsanteil (Volkszählung 1910: 5952 Tschechisch- und 5223 Deutschsprachige). Im Jahre 1910  umfasste der Gerichtsbezirk Göding 768 km² mit 62 Gemeinden und 93.634 Einwohnern. Nach Entstehung der Tschechoslowakei im Jahre 1918 nahm die deutschsprachige Bevölkerung durch Abwanderung nach Österreich, eine Zuwanderung von tschechischsprachigen Beamten und Arbeitsplatzsuchenden, eine Inflation der Geldwährung und die beginnende Weltwirtschaftskrise stark ab. Im Jahr 1921 bekannten sich von 13.200 Einwohnern nur mehr 960 als Deutsche, 1930 von 13.166 Einwohnern nur noch 582. Nach Ende des Zweiten Weltkriegs im Mai 1945 und der Vertreibung der Deutschen aus der Tschechoslowakei, legalisiert durch die Beneš-Dekrete, wurden diese fast ausnahmslos enteignet, zum Verlassen der Stadt gezwungen und fanden als Heimatvertriebene Aufnahme in Österreich und Bayern.
Seit 1997 bringt die Lage in der Euregio Weinviertel-Südmähren-Westslowakei neue grenzüberschreitende Entwicklungsmöglichkeiten.
Am 24. Juni 2021 wurden weite Teile der Stadt durch einen Tornado zerstört.

## Sehenswürdigkeiten
- Schloss Hodonín
- Laurentiuskirche
- Mariensäule

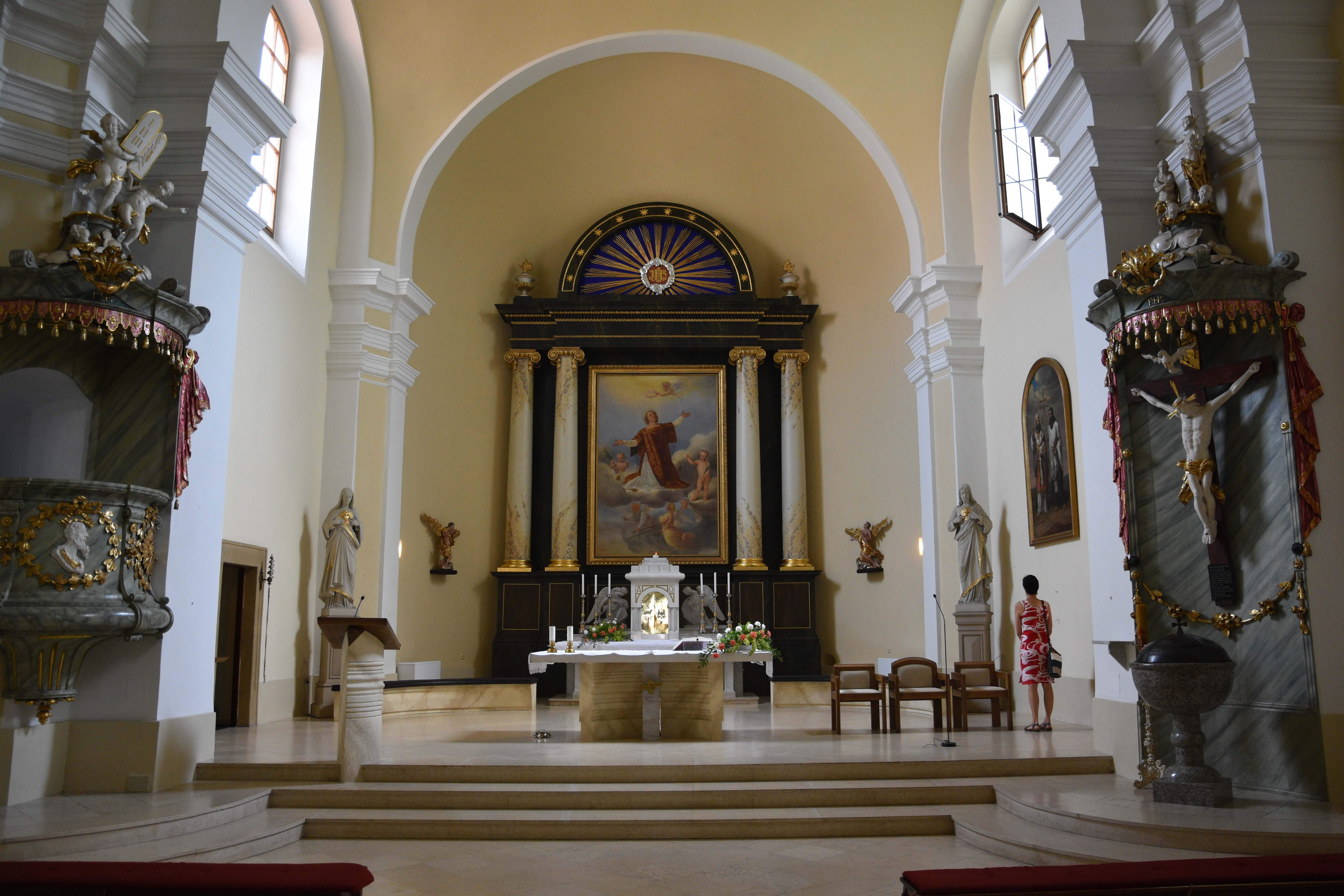
Innenansicht der Kirche

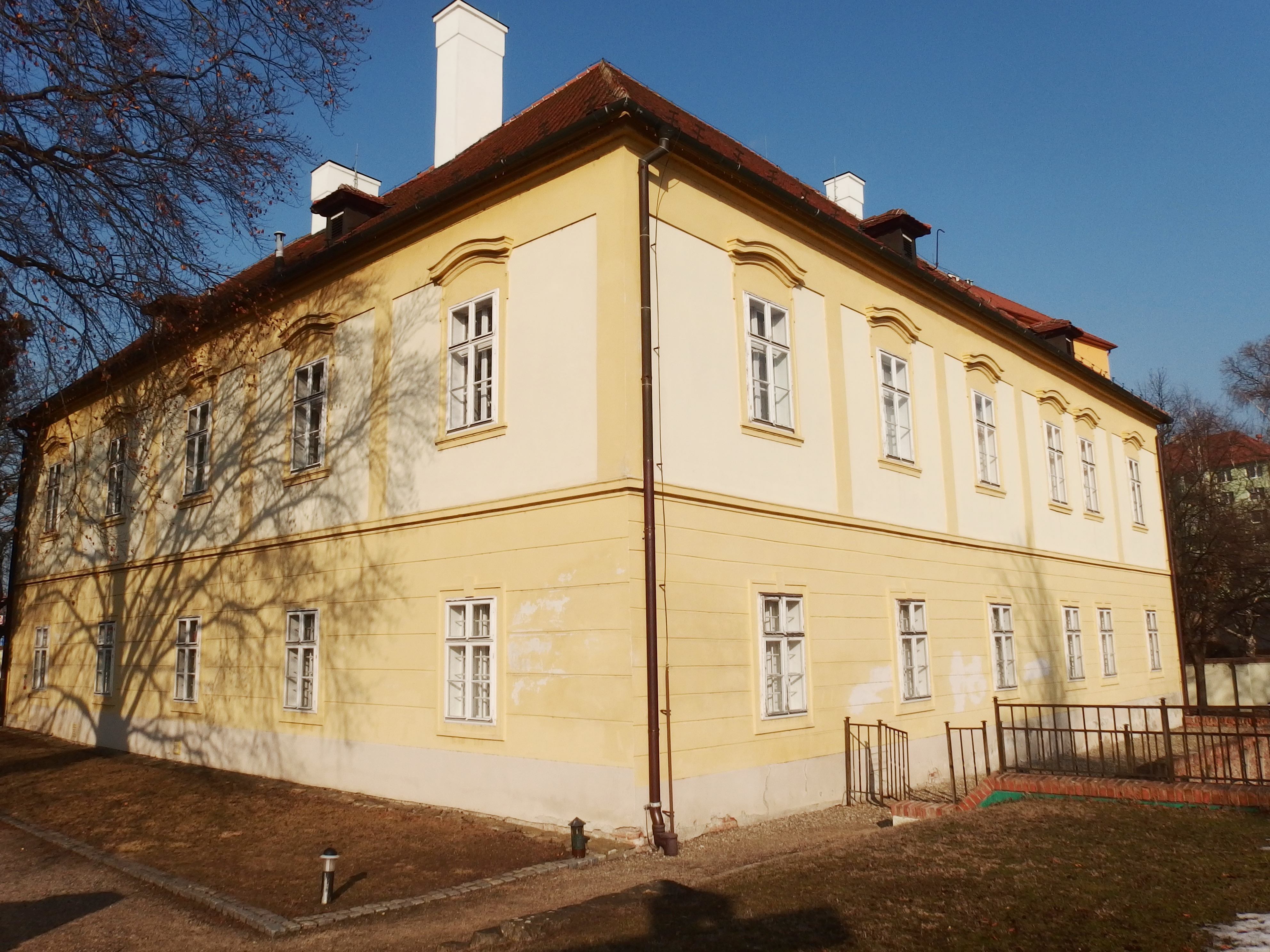
Schloss Hodonín

- Alter und Neuer jüdischer Friedhof
- Rathaus

## Museen
- Museum für Erdölgewinnung und Geologie, mit kleiner Ausstellung zur Geschichte der Familie Redlich
- Masaryk-Museum

## Städtepartnerschaften
- Cattolica, Italien
- Holíč, Slowakei
- Stolberg (Harz), Deutschland
- Zistersdorf, Österreich

## Söhne und Töchter der Stadt
- Tomáš Garrigue Masaryk (1850–1937), Gründer und erster Staatspräsident der Tschechoslowakei
- Karl Redlich (1860–1918), Bauunternehmer (Redlich & Berger) bei Eisenbahnprojekten u. a., Vetter des Friedrich (Fritz) Redlich und Josef Redlich
- Friedrich (Fritz) Redlich (1868–1921), Industrieller und Politiker, 1913 bis 1919 Bürgermeister von Göding, Bruder des Josef Redlich
- Josef Redlich (1869–1936), Politiker, Jurist, letzter k.k. Finanzminister
- Eugen Neufeld (1882–1950), Schauspieler
- Helene Roth (1904–1995), österreichische Architektin
- Antonín Viktora (1943–2014), Jazzgitarrist
- Václav Nedomanský (* 1944), Eishockeyspieler
- Anna Hubáčková (* 1957), Politikerin
- Erika Suchovská (* 1967), Sprinterin
- Karel Komárek (* 1969), Unternehmer
- Marián Kacíř (* 1974), Eishockeyspieler
- Vítězslav Veselý (* 1983), Speerwerfer
- Iveta Vacenovská (* 1986), Tischtennisspielerin
- Michal Kempný (* 1990), Eishockeyspieler
- Filip Sasínek (* 1996), Leichtathlet